# Улекчин
Улекчи́н (бур. Υлэгшэн) — улус в Закаменском районе Бурятии. Административный центр сельского поселения «Улекчинское». 

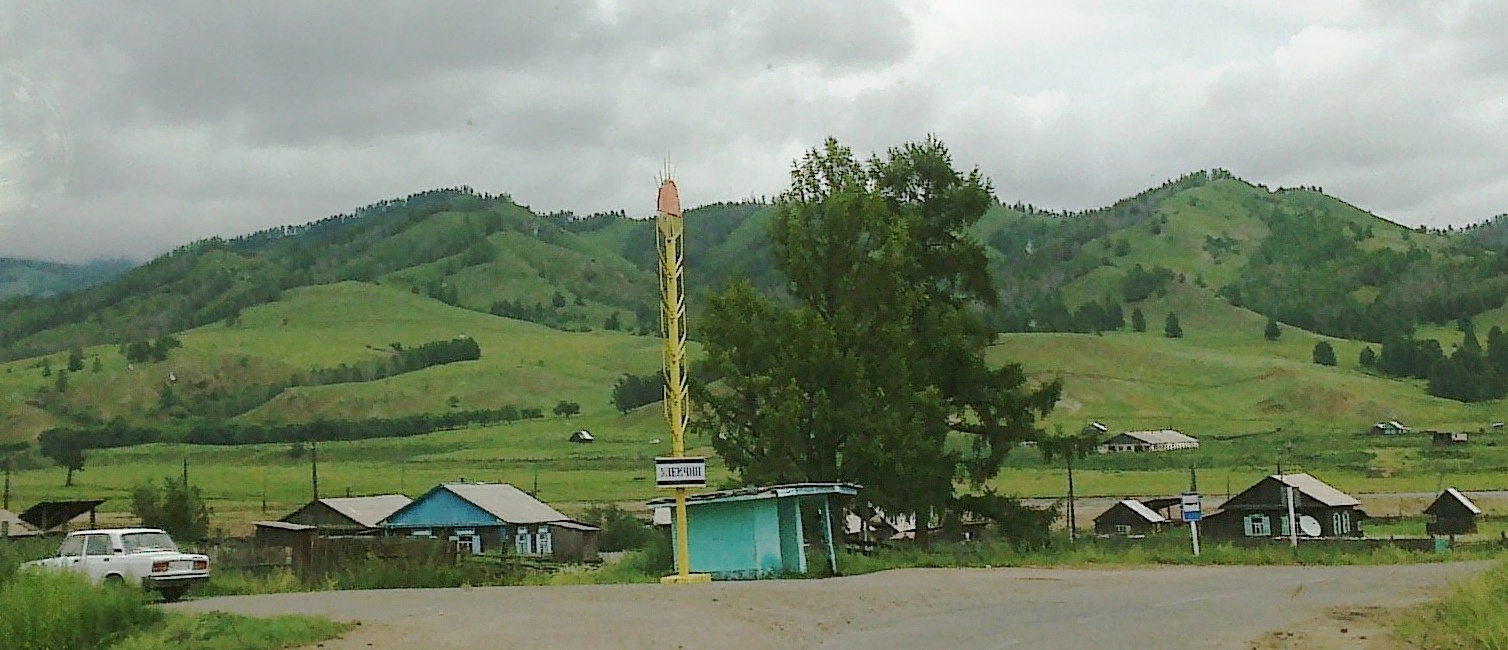
Въезд в Улекчин

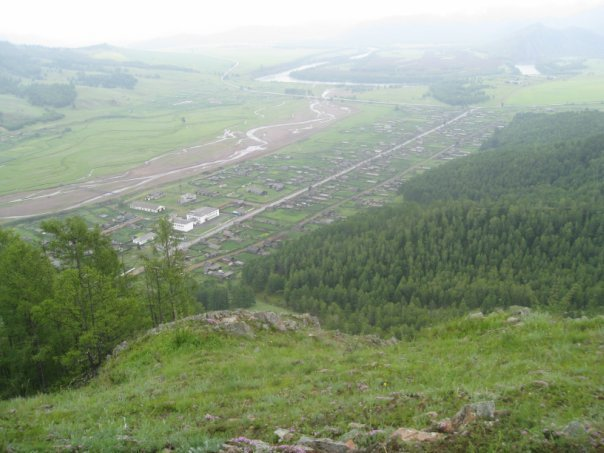
Улус Улекчин. Вид с горы.

## География
Расположен на региональной автодороге Р440, в 85 км к востоку от районного центра — города Закаменска.

## Название
Название улуса дали его основатели, монгольский род хойхо, в честь своего тотема волчицы — «үлэгшэн», что буквально означает «самка животного».

## История
В годы Гражданской войны (1921 г) возле Улекчина происходили бои между Красной Армией и войсками барона Унгерна, вытесненных впоследствии в Монголию.
В 1937 году в улусе построено здание Дома культуры.

## Население
| 2002  | 2010  | 2012  | 2013  | 2014  | 2015  | 2016  |
| ----- | ----- | ----- | ----- | ----- | ----- | ----- |
| 1184  | ↘1180 | ↘1160 | ↘1131 | ↘1112 | ↗1116 | ↘1097 |
| 2017  | 2018  | 2019  | 2020  | 2021  | 2023  | 2024  |
| ↗1110 | ↘1109 | ↘1077 | ↘1052 | ↘973  | ↗974  | ↗982  |

Количество жителей - 1048 человек. В селе проживают представители пяти бурятских родов: хойхо, хонгоодор, хатагин, хачин, шошоолог.

## Инфраструктура
В с. Улекчин имеется сельская администрация, фельдшерско-акушерский пункт, средняя школа, спортзал, детский сад "Белочка", Дом культуры, библиотека, отделение почтовой связи, АТС, ветеринарная служба, лесничество, три частных магазина.

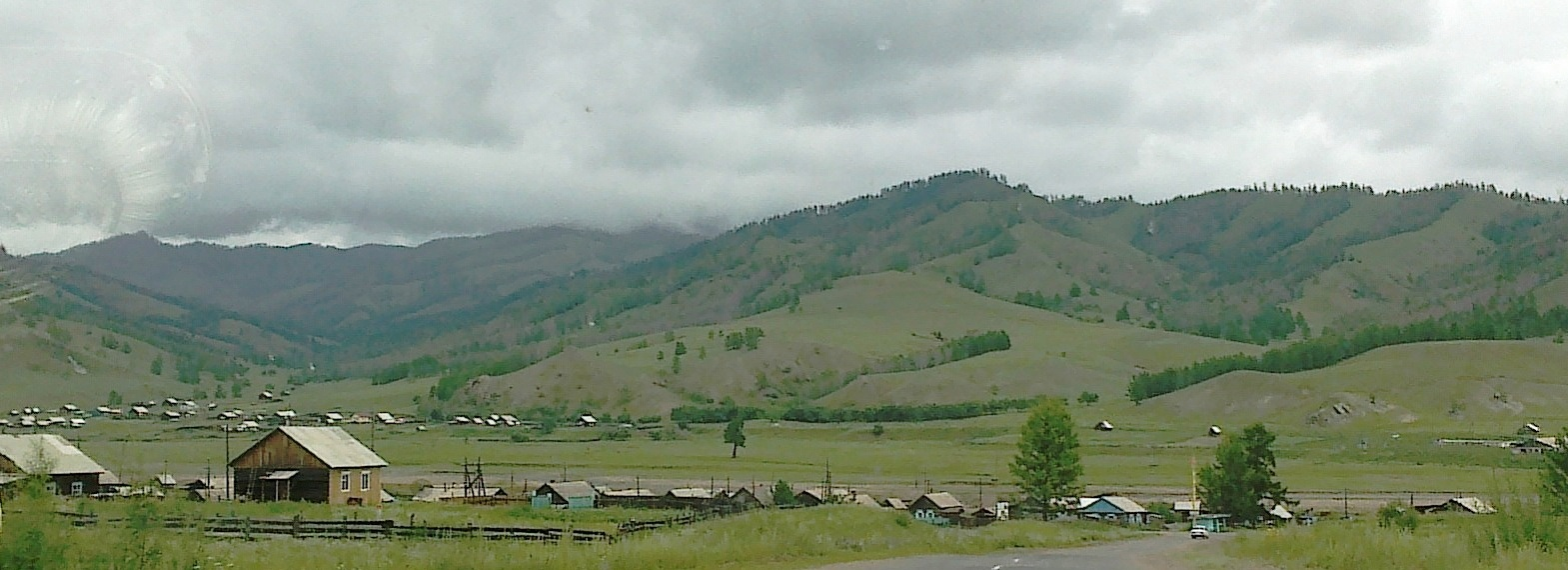
Улекчин. Вид с дороги

## Спорт
Улекчин славится своими стрелками из лука. Наиболее известен уроженец села, лучник, заслуженный мастер спорта Бальжинима Цыремпилов. Так же из села вышли три мастера спорта международного класса и 14 мастеров спорта по стрельбе из лука. Всех их подготовил тренер Шагдуржап Хазагаев, по совместительству работающий преподавателем физкультуры в Улекчинской средней школе. Недалеко от села методом народной стройки возводится база «Олимпийские надежды».

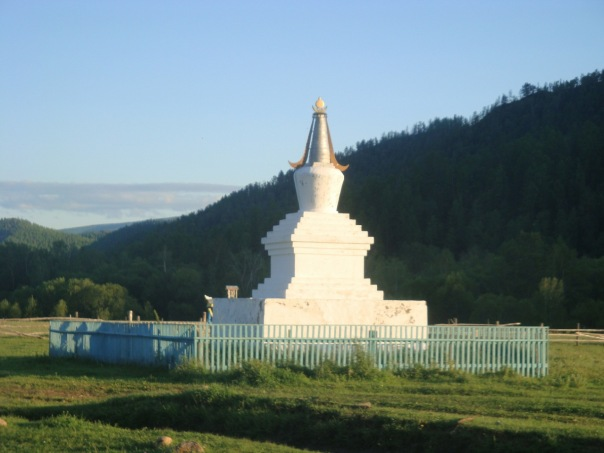
Улекчинский субурган

## Известные люди
- Галина Базаржапова (р. 1952) ― российская бурятская поэтесса, Народный поэт Бурятии, Заслуженный работник культуры Республики Бурятия, Заслуженный работник культуры Российской Федерации[16].
- Мунко-Жаргал Гармаев (1925-2018) — ветеран Великой Отечественной войны, с мая 1980 года заместитель Управляющего Делами Совета министров Бурятской АССР, председатель Бурятского отделения Всероссийского общества охраны памятников истории и культуры, Почётный ветеран Российской Федерации. Бывший председатель республиканского Совета ветеранов войны и труда;
- Баир Соктоев (р. 1979) — абсолютный победитель «Алтарганы-2006» и Сурхарбана-2007 по стрельбе из национального лука;
- Шагдуржап Хазагаев (р. 1949) — российский бурятский тренер по стрельбе из лука, Заслуженный работник физической культуры Бурятской АССР, заслуженный тренер России;
- Бальжинима Цыремпилов (р. 1975) — российский спортсмен из Бурятии, представляет стрельбу из лука в индивидуальном и командном зачётах, заслуженный мастер спорта России (1998). Многократный чемпион Европы и России.